# Хемсбах
Хемсбах (нем. Hemsbach) — город в Германии, в земле Баден-Вюртемберг. 
Подчинён административному округу Карлсруэ. Входит в состав района Рейн-Неккар.  Население составляет 12 290 человек (на 31 декабря 2010 года). Занимает площадь 12,86 км². Официальный код  —  08 2 26 031.